# American Born Chinese
American Born Chinese è una serie televisiva statunitense del 2023 ideata da Kelvin Yu, basata sul fumetto del 2006 Alla ricerca di me di Gene Luen Yang.

## Trama
Jin Wang, un adolescente medio, si destreggia tra la vita sociale del liceo e la vita familiare da immigrato asiatico. 
Quando incontra un nuovo studente straniero a scuola, ancora più mondi si scontrano nella vita di Jin.

## Personaggi

### Principali
- Jin Wang, interpretato da Ben Wang e doppiato da Giulio Bartolomei.
- Christine Wang, interpretata da Yeo Yann Yann e doppiata da Myriam Catania.
- Simon Wang, interpretato da Chin Han e doppiato da Francesco Bulckaen.
- Jamie Yao, interpretato da Ke Huy Quan e doppiato da Andrea Lavagnino.
- Wei-Chen, interpretato da Jimmy Liu e doppiato da Riccardo Suarez.
- Amelia, interpretata da Sydney Taylor.
- Sun Wukong, interpretato da Daniel Wu e doppiato da Riccardo Scarafoni.
- Guanyin, interpretata da Michelle Yeoh e doppiata da Roberta Greganti.

### Ricorrenti
- Anuj, interpretato da Mahi Alam.
- Andy, interpretato da Stony Blyden.
- Josh, interpretato da David Bloom.
- Travis, interpretato da Justin Jarzombek.
- Mr. Larkins, interpretato da Brian Huskey.
- Coach Garrett, interpretato Larry Bates.
- Ruby, interpretata da Sophie Reynolds.
- Danny/Marty K. Morris, interpretato da Josh Duvendeck.
- Niu Mowang, interpretato da Leonard Wu.
- Ji Gong, interpretato da Ronny Chieng.

### Guest star
- Suzy Nakamura, interpretata da Rosalie Chiang.
- Zhu Wuneng, interpretato da Brian Le.
- Ni Yang, interpretata da Lisa Lu.
- Iron Fan, interpretata da Poppy Liu.
- Imperatore di Giada, interpretato da James Hong.
- Ao Guang, interpretato da Jimmy O. Yang.
- Shiji Niangniang, interpretata da Stephanie Hsu.

## Produzione
Il 4 ottobre 2021, è stato annunciato che era in produzione una serie televisiva basata sul fumetto Alla ricerca di me di Gene Luen Yang. Nel 2022, Michelle Yeoh, Ben Wang, Yeo Yann Yann, Chin Han, Daniel Wu, Ke Huy Quan, Jim Liu, Sydney Taylor e Stephanie Hsu si sono aggiunti al cast ufficiale. La serie ha riunito involontariamente il cast del film del 2022 Everything Everywhere All at Once. Le riprese sono iniziate a Los Angeles, l'8 febbraio 2022, e sono terminate il 6 luglio dello stesso anno. 

## Distribuzione
La serie è stata presentata in anteprima il 15 marzo 2023 al South by Southwest ed è stata in seguito distribuita su Disney+ il 24 maggio 2023. La serie è stata cancellata da Disney+ dopo una sola stagione.

## Accoglienza
Sull'aggregatore di recensioni Rotten Tomatoes registra un indice di gradimento del 94%, con un voto medio di 7,30 su 10 basato su 52 recensioni.